# 日韓美容医学会
日韓美容医学会（にっかんびよういがくかい、Japan-Korea Society of Aesthetic Medicine、略称：JKSAM、韓国語: 한일미용의학회）は、2024年に設立された一般社団法人であり、日本と韓国の美容医学専門家が協力し、最新の美容医療技術や知識を共有するための学術組織である。
この学会は、美容医療の研究、教育、技術の進歩を促進し、両国の美容医学分野における発展を目指している。

## 概要
日韓美容医学会は、美容医学における日韓の協力関係を強化し、両国の医療技術の向上を図ることを目的として設立された。学会の主な目的は以下の通りである：
- 美容医学に関する最新の研究成果や技術の情報交換
- 美容医療の標準化と質の向上
- 美容医学における倫理的な実践の促進
- 若手研究者や医師の教育と育成
- 美容医療に関する国際的な協力の推進

## 事業内容
日韓美容医学会の活動は多岐にわたり、以下の内容を含む：
- 年次総会および学術大会の開催
- 研究成果の発表および論文の出版
- 美容医療に関するセミナーやワークショップの実施
- 国際会議への参加および共同研究の推進
- 美容医療に関するガイドラインの策定
- 学会認定クリニック制度の整備および実施
- 学会認定医制度の整備および実施
- 両国クリニック間の患者リエゾン・コンサルティング環境の構築（医療観光患者の安全確保）
- 未承認医療機器および医薬品流通過程の透明化

## 学会の構成
日韓美容医学会は、日本と韓国の医師や研究者を中心に構成されている。学会の構成員は以下の通りである：
- 正会員:  美容医療に関わる医師や研究者
- 準会員: 美容医療に関心を持つ学生や研修医
- 特別会員: 美容医療分野で顕著な功績を残した専門家

## 年次総会および学術大会
日韓美容医学会の年次総会および学術大会は、両国の美容医療の最新情報を共有し、意見交換を行う場として開催される。これらの大会では、研究発表やパネルディスカッションが行われ、美容医療の進展に寄与する新しい知見が紹介される。また、学会賞の授与や若手研究者の発表支援も行われる。